# Mohammed Nabbous
Mohammed "Mo" Nabbous (27 de febrero de 1983 – 19 de marzo de 2011) fue un bloguero libio y periodista ciudadano de Bengasi, Libia.

## Biografía
Con el inicio de la rebelión en Libia de 2011, fundó Libya Alhurra TV, la primera televisión privada establecida en el territorio controlado por el Consejo Nacional de Transición.
El estratega de medios de comunicación social de NPR Andy Carvin definió a Nabbous como «la cara del periodismo ciudadano libio». Nabbous fue el contacto principal de muchos medios de comunicación internacionales en busca de información sobre la situación en Libia y fue el fundador de la estación de televisión independiente de Internet, Libya Alhurra TV, con radiodifusión en Livestream.com.
La estación de noticias en línea de Nabbous fue la única saliendo de Bengazhi cuando Muamar el Gadafi cortó la comunicación por Internet luego del inicio del levantamiento en febrero de 2011. Utilizando una conexión satelital ilegal, Nabbous era capaz de evitar el bloqueo gubernamental de Internet para transmitir vídeos en directo desde Bengasi al mundo. Como la voz libre para una población libia bajo ataque de su propio gobierno; el periodista de Der Spiegel, Clemens Höges llamó a Nabbous «el hombre que podría ser la persona más importante en la revolución».

### Trabajo en Libya Alhurra TV
El 19 de febrero de 2011, en la primera emisión en directo de los combates en Bengazhi luego del comienzo de la revolución libia, Nabbous declaró: «no tengo miedo a morir, tengo miedo de perder la batalla».
Libya Alhurra TV disponía de nueve cámaras con 'streaming' las 24 horas desde la creación del canal el 17 de febrero de 2011. A medida que las comunicaciones de Libya Alhurra TV fueron más sofisticadas, Nabbous fue capaz de tomar cámaras consigo en diferentes partes de Bengasi para capturar la destrucción y muerte causada por los ataques de las fuerzas del Gadafi.
En los últimos días y horas de su vida, Nabbous continuó la presentación de informes a través de vídeo y comentarios con respecto al bombardeo de la central de Bengazhi y la explosión del tanque de combustible el 17 de marzo, las fuerzas de Gadafi disparando misiles en Bengazhi desde la cercana ciudad de Sultan el 18 de marzo, la destrucción y los ataques a civiles por las fuerzas de Gadafi en la mañana del 19 de marzo, y la muerte de dos niños de 4 meses y 5 años mientras dormían en su dormitorio por un misil en la mañana del 19 de marzo. Estas imágenes e informes fueron transmitidos por Internet, y retransmitidos por medios internacionales como Al Jazeera, ofreciendo de ese modo testimonios directos sobre como las fuerzas de Gadafi había violado los términos del cese al fuego decretado por el Consejo de Seguridad de Naciones Unidas.

### Muerte
Se cree que Nabbous fue asesinado por las fuerzas leales al dictador Gadafi en Bengazhi, mientras informaba sobre las falsas afirmaciones de un alto el fuego hecha por el régimen en respuesta a la resolución 1973 del Consejo de Seguridad de las Naciones Unidas.
«Tocó el corazón de muchos con su valentía y espíritu indomable. Será muy extrañado y deja atrás a su joven esposa y a un niño por nacer», dijo Sharon Lynch, representante de la estación de televisión.
Nabbous fue asesinado de un disparo en la cabeza por francotiradores poco después de la exposición de los informes falsos del régimen de Gadafi relacionados con la declaración de alto el fuego. Nabbous se encontraba en estado crítico hasta su muerte en torno a las  3 p. m. CET. La esposa de Nabbous anunció su muerte en un vídeo en Libya Alhurra TV.